# Strouha (přítok Křinice)
Strouha, v Německu Heidelbach, je vodní tok pramenící na svahu Hraničního vrchu v Mikulášovicích. V Německu východně od Hinterhermsdorfu ústí do Křinice. Celková délka toku je 4,6 km, z toho 1,3 km na českém území a státní hranici.

## Průběh toku
Pramen Strouhy, upravený jako studánka, vyvěrá na svahu Hraničního vrchu (522 m) na jihu Mikulášovic v nadmořské výšce přibližně 470 m. Potok teče nejprve jižním směrem a po přibližně 400 m kopíruje česko-německou státní hranici a posléze se spolu s ní stáčí východním směrem. Na české straně tvoří podloží lužický granodiorit a brtnická žula. České území opouští Strouha po 1,3 km a pokračuje dále jihovýchodním a jižním směrem. Na státní hranici a v Německu vytváří četné meandry. Podloží zde tvoří brtnická a rumburská žula a po překročení lužického zlomu pískovec. Převážně zprava do Heidelbachu ústí několik potoků bez oficiálního pojmenování. Na státní hranici u bývalého Českého mlýna ústí zprava do Křinice. Na českém území protéká potok po celé délce Chráněnou krajinnou oblastí Labské pískovce a na německém území rovněž po celé délce Národním parkem Saské Švýcarsko.

## Galerie

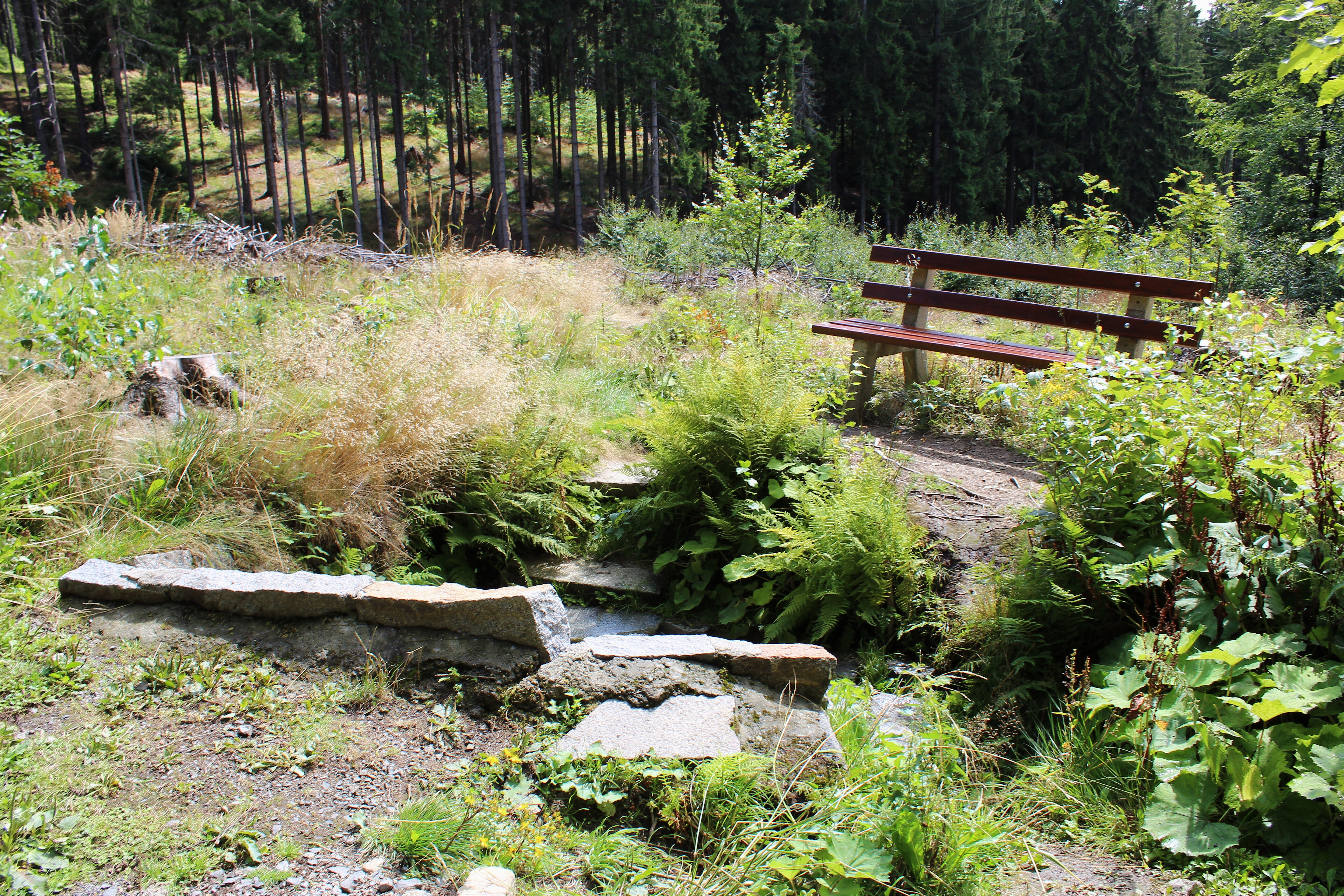
Pramen
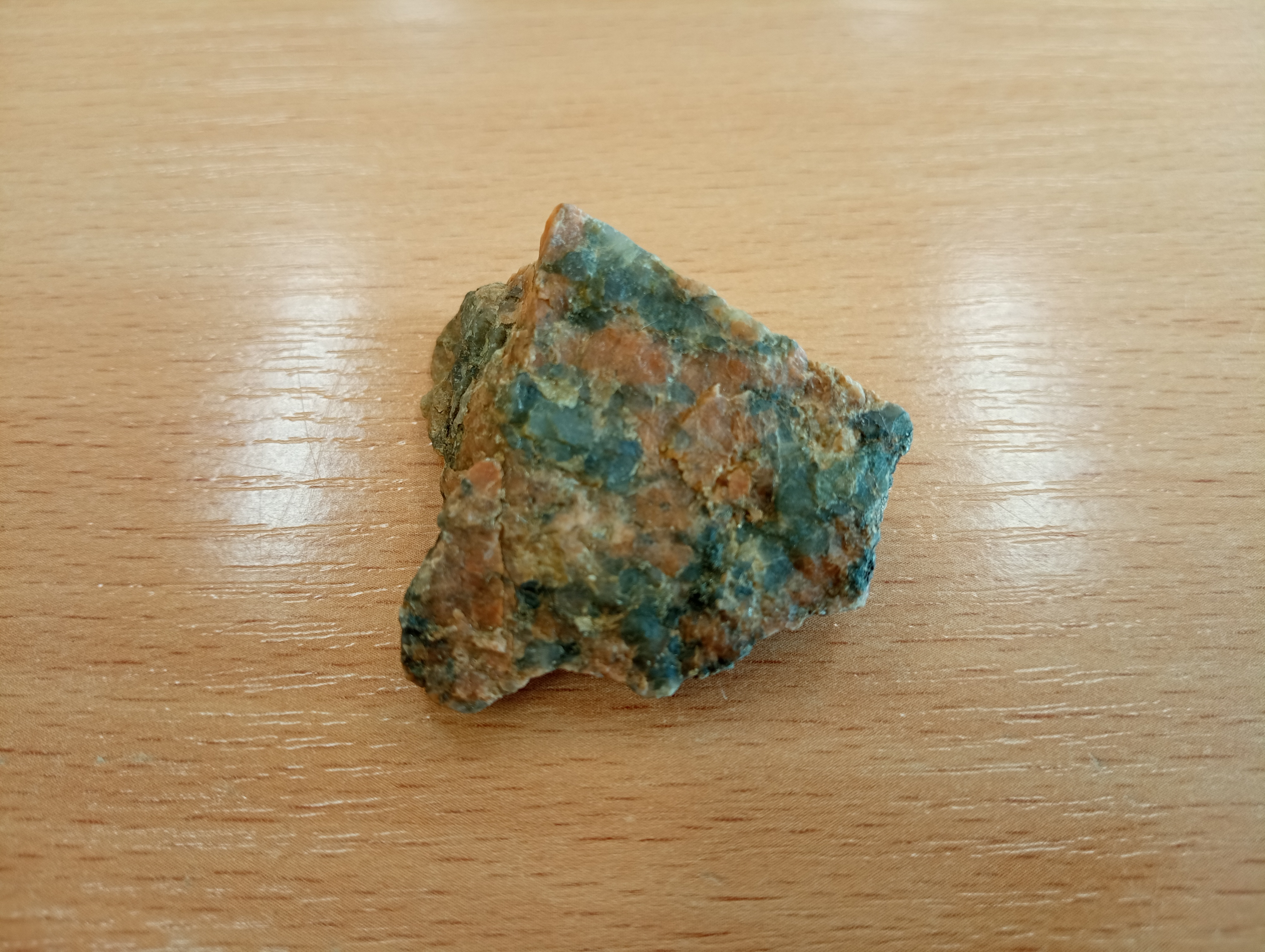
Brtnická žula z koryta potoka